# Acrochordonichthys falcifer
Acrochordonichthys falcifer — вид риб з роду Acrochordonichthys родини Akysidae ряду сомоподібні.

## Опис
Загальна довжина сягає 9,2 см. Голова трохи сплощена зверху. Є 4 пари вусів. Тулуб відносно короткий з високою спиною. Скелет складається з 35—36 хребців. У спинному плавці є 1 колючий і 5 м'яких променів, в анальному — 8—9 м'яких променів. Жировий плавець витягнутий, його задня частина закруглена. Від спинного плавця до жирового плавця тягнеться низький гребінь. Грудні плавці витягнуті, з гладенькими шипами. У самців статевий сосочок гострокінцевий. Хвостовий плавець витягнутий, цільний.
Загальний фон пісочний з численними коричневим крапом по всьому тулубі й голові, який не утворює чітко виражених плям.

## Спосіб життя
Є демерсальною рибою. Зустрічається в середніх і великих притоках на піщано-кам'янистих ґрунтах. Вдень ховається під камінням. Активний вночі. Живиться донними безхребетними і мальками риб.

## Розповсюдження
Мешкає на північному сході о. Калімантан — у річках Кайян, Кінатабанган та Сегама.